# Anatoli Bugorski
Anatoli Petrovich Bugorski (en idioma ruso: Анатолий Петрович Бугорский; Óblast de Oriol, RSFS de Rusia, 25 de junio de 1942) es un físico de partículas ruso, conocido por haber sobrevivido a un accidente con un acelerador de partículas en 1978.

## Accidente
En 1978, mientras trabajaba en su tesis doctoral en el Instituto de Física de Alta Energía de Protvino, Bugorski utilizaba el sincrotrón U-70, entonces el mayor acelerador de partículas de la Unión Soviética.
El 13 de julio de 1978, al revisar un equipo averiado, los sistemas de seguridad fallaron y su cabeza se interpuso en la trayectoria de un haz de protones de 76 GeV. Bugorski declaró haber visto un destello «más brillante que mil soles», aunque sin sentir dolor inmediato.
El haz atravesó la parte posterior de su cabeza, afectando los lóbulos occipital y temporal, el oído medio izquierdo y saliendo por la zona nasal izquierda. Los tejidos irradiados recibieron una dosis estimada de entre 200 000 y 300 000 roentgen (equivalentes a 2000–3000 sievert).

## Consecuencias
Los médicos esperaban su fallecimiento en pocos días, pero Bugorski sobrevivió. El lado izquierdo de su cara se inflamó de forma extrema y, al cabo de varios días, la piel se descamó revelando la trayectoria del haz a través de la piel, hueso y tejido cerebral.
Aunque su capacidad intelectual se mantuvo, presentaba mayor fatiga mental. Perdió por completo la audición en el oído izquierdo, acompañado de tinnitus, y sufrió una parálisis facial permanente en el lado izquierdo. También desarrolló crisis epilépticas parciales complejas y, en ocasiones, convulsiones tónico-clónicas.
Tras el accidente, continuó trabajando en el Instituto, llegando a ser coordinador de experimentos del mismo sincrotrón que lo había lesionado. Debido a la política de secretismo soviético en torno a la energía nuclear, el caso no se hizo público hasta más de una década después. Bugorski asistía regularmente a revisiones en una clínica de radiología en Moscú y se reunía con otras víctimas de accidentes nucleares.
En 1996 solicitó sin éxito el reconocimiento de discapacidad para recibir medicación gratuita contra la epilepsia. Manifestó interés en participar en investigaciones médicas occidentales, aunque no pudo abandonar Protvino por falta de recursos.

## Vida personal
Está casado con Vera Nikolaevna, con quien tiene un hijo llamado Peter.